# Lachapelle-sous-Rougemont
Lachapelle-sous-Rougemont település Franciaországban, Territoire de Belfort megyében. Lakosainak száma 554 fő (2022. január 1.). Lachapelle-sous-Rougemont Petitefontaine, Eteimbes, Le Haut-Soultzbach, Angeot és Felon községekkel határos.

## Népesség
A település népességének változása:
| Lakosok száma | 597  | 597  | 593  | 580  | 578  | 580  | 584  | 569  | 554  |
|               | 2013 | 2015 | 2016 | 2017 | 2018 | 2019 | 2020 | 2021 | 2022 |